# Мванза Мукомбо
Мванза Мукомбо (фр. Mwanza Mukombo, 17 грудня 1945 — 13 жовтня 2001) — заїрський футболіст, що грав на позиції захисника.
Виступав за клуб «ТП Мазембе», а також національну збірну Заїру. У складі збірної — дворазовий володар Кубка африканських націй.

## Клубна кар'єра
Виступав за команду «ТП Мазембе», з якою став чемпіоном ДР Конго, а також володарем Кубка африканських чемпіонів у 1967 і 1968 роках.

## Виступи за збірні
1968 року дебютував в офіційних матчах у складі національної збірної Демократичної Республіки Конго, вигравши того року Кубок африканських націй 1968 року в Ефіопії, зігравши на турнірі в чотирьох іграх, в тому числі у фіналі проти Гани (1:0).
Згодом брав участь у кубках африканських націй 1970 та 1972 року, зігравши 3 і 4 гри відповідно, а на Кубку африканських націй 1974 року в Єгипті здобув другий для себе титул континентального чемпіона, знову зігравши в тому числі і у фінальному матчі.
Того ж 1974 року був учасником першої в історії для збірної ДР Конго/Заїру світової першості — чемпіонату світу 1974 у ФРН. У своїй групі команда зайняла останнє 4 місце, поступившись Шотландії, Бразилії та Югославії. Мукомбо зіграв в усіх трьох матчах, а команда встановила антирекорд чемпіонатів світу, пропустивши 14 голів і не забивши жодного.
Загалом протягом кар'єри у національній команді провів у її формі 31 матч.
Помер 13 жовтня 2001 року на 56-му році життя.

## Титули і досягнення
- Чемпіон Заїру (2):

«ТП Мазембе»: 1969, 1976
- Переможець Ліги чемпіонів КАФ (2):

«ТП Мазембе»: 1967, 1968
- Володар Кубка африканських націй (2):

ДР Конго / Заїр: 1968, 1974